# Shahr Asb
Shahr Asb (em persa: شهراسب, também romanizada como Shahr Āsb e Shahrasb; também conhecida como Shahrāb, Shāh Rasm e Shān Rasm) é uma aldeia do distrito rural de Tirjerd, no condado de Abarkuh, na província de Yazd, Irã.
Segundo o censo de 2006, sua população era de 618 habitantes, em 185 famílias.